# Brechainville
Brechainville ist eine französische Gemeinde im Département Vosges in der Region Grand Est (bis 2015 Lothringen). Sie gehört zum Arrondissement Neufchâteau und zum Kanton Neufchâteau. Die Bewohner nennen sich Bréchainvillois.

## Geographie
Die Gemeinde Brechainville liegt an der Grenze zum Département Haute-Marne, 20 Kilometer westlich von Neufchâteau und etwa 40 Kilometer nordöstlich von Chaumont. Die angrenzenden Gemeinden sind Grand im Norden, Pargny-sous-Mureau im Osten, Aillianville im Süden und Trampot im Westen. 

## Geschichte
Aus dem 12. Jahrhundert ist die Abhängigkeit von Brechainville vom Haus Bourlémont überliefert. Im Jahr 1637 teilten sich Humbert des Barres, Herr von Bréchainville, und die Familie Desnoyers die Besitzungen im Ort.
Im Jahr 1711 war Bréchainville von der Vogtei von Chaumont, der Amtsverwaltung von Vaucouleurs und der Verwaltung der Champagne abhängig. Ab 1790 gehörte Brechainville zum Arrondissement Neufchâteau und zum ehemaligen Kanton Grand.
Kirchlich war Brechinville der Pfarrei Neufchâteau und dem Kloster Saint-Benoît-en-Woëvre unterstellt.

### Bevölkerungsentwicklung
| Jahr                       | 1962 | 1968 | 1975 | 1982 | 1990 | 1999 | 2008 | 2020 |
| Einwohner                  | 83   | 75   | 55   | 55   | 42   | 46   | 48   | 60   |
| Quellen: Cassini und INSEE |      |      |      |      |      |      |      |      |

## Sehenswürdigkeiten
- Kirche Saint-Epvre (Kirche St. Aper)

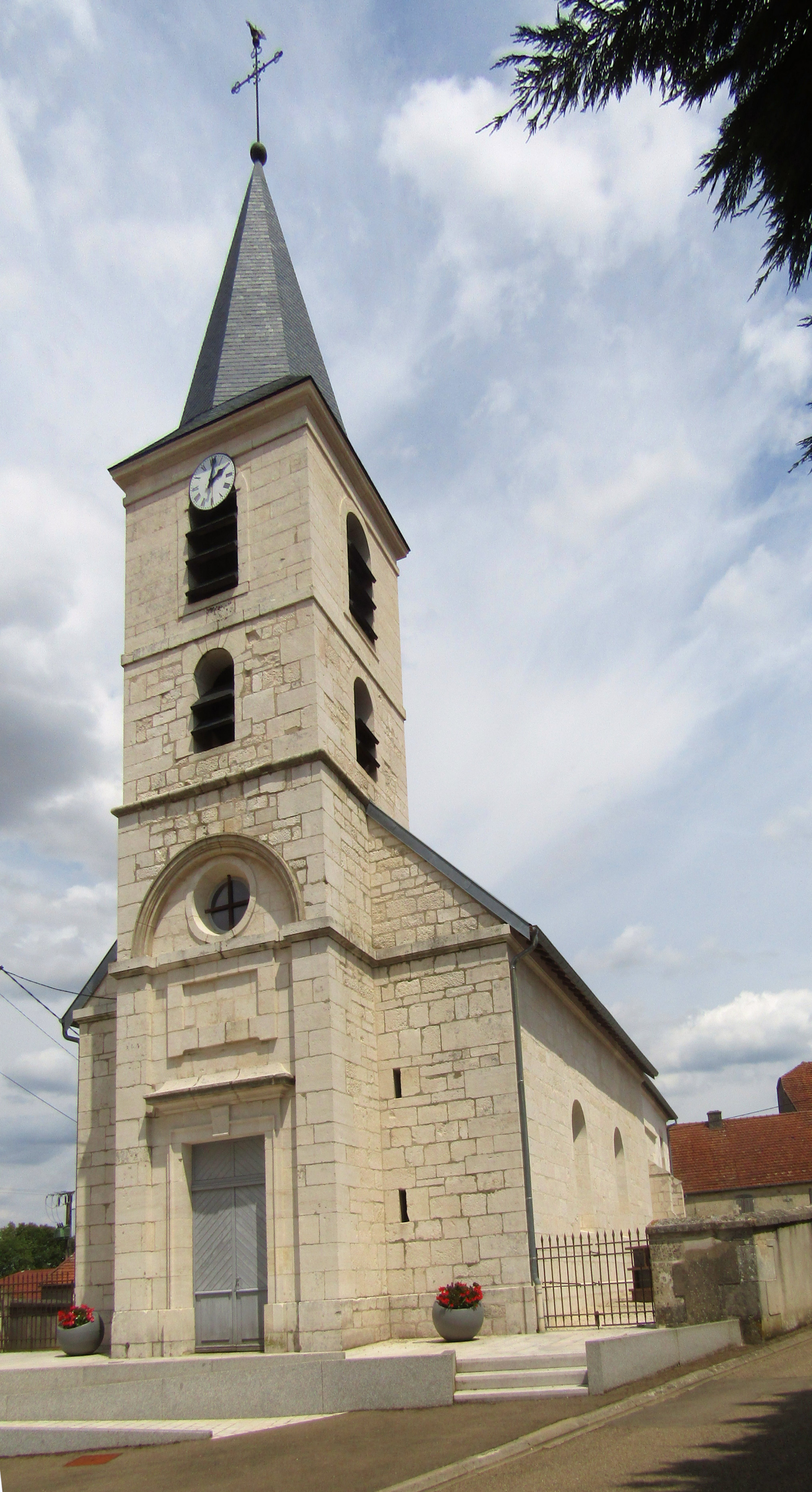
Kirche Saint-Aper

## Belege
1. ↑  kurzer Geschichtsabriss auf der Präsentation des Gemeindeverbandes (französisch)